# Navratri

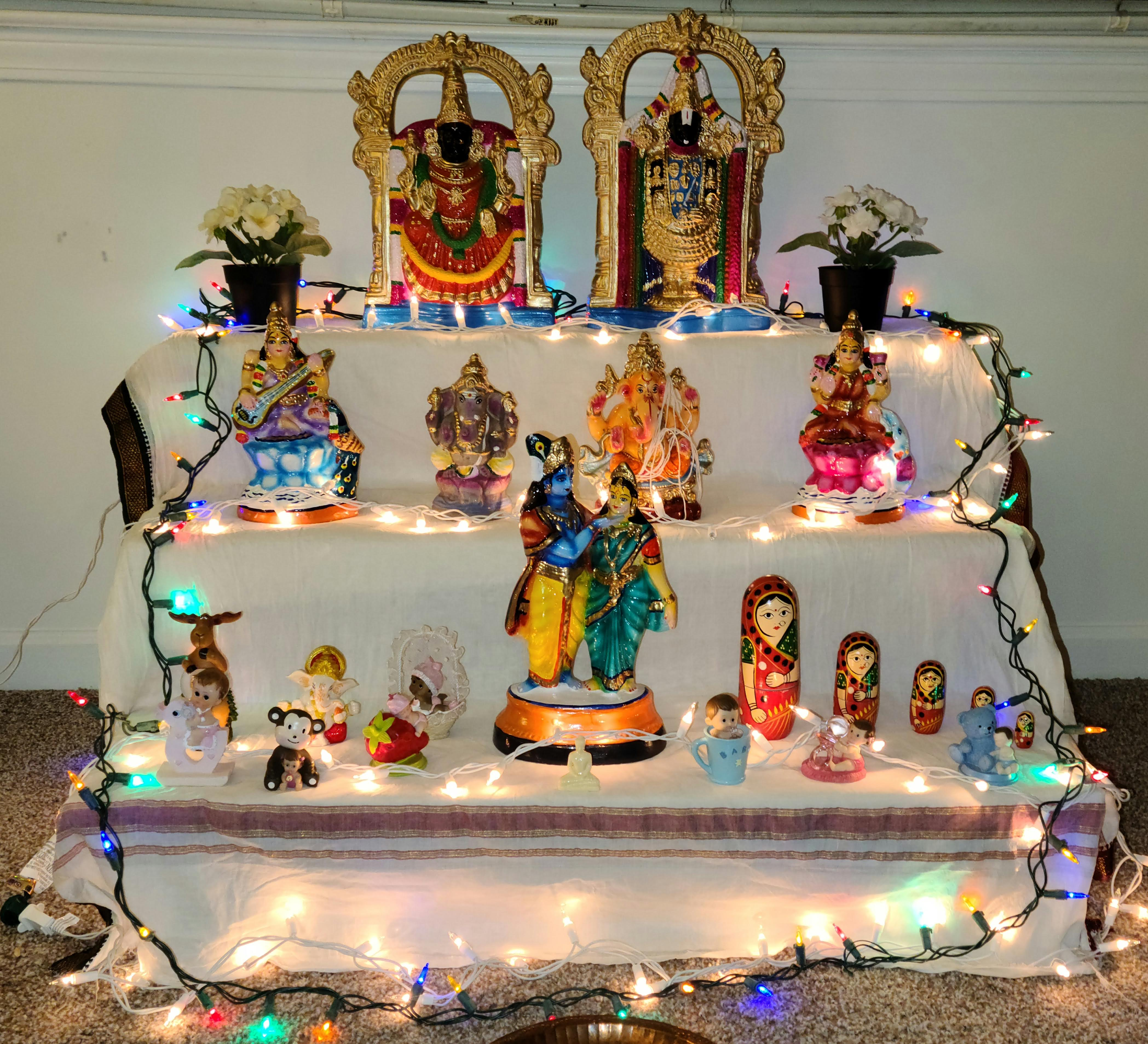
Zuid-Indiase golu in New Jersey

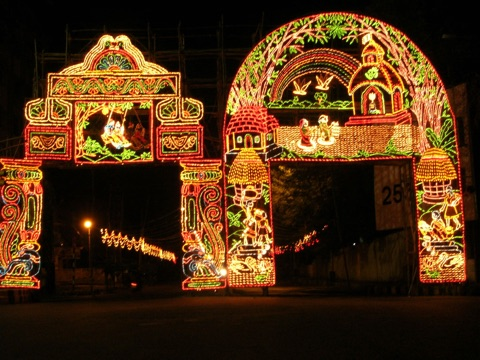
Navratri-decoraties, Nagpur

Navratri of Navratan is een hindoeïstisch feest gewijd aan de verering van Durga mata (de universele moeder). Navratri duurt negen nachten en tien dagen, eerst in de maand Chaitra (maart-april van de Gregoriaanse kalender), en opnieuw in de maand Ashvin (september-oktober). Deze periode wordt meestal geassocieerd met vrouwelijkheid.

## Etymologie
Het Sanskriet woord "Navratri" (नवरात्रि) betekent negen nachten. "Nav" (नव) betekent negen en "Ratri" (रात्रि) betekent nachten.

## Vasten
Er wordt tijdens negen nachten en tien dagen gevast waarbij er geen dierlijke producten, zoals vlees, vis, andere zeevruchten en ei geconsumeerd worden. Ook ui, knoflook, granen en peulvruchten zoals tarwe, rijst, linzen, bonen horen vermeden te worden.
Mensen die ziek zijn, in rouw zijn of menstrueren hoeven niet te vasten.

## De negen nachten
Elke nacht eert een ander kant van de universele moeder:
- nacht een: Shree Sjailputri
- nacht twee: Shree Brahmacharini
- nacht drie: Shree Chandraghanta
- nacht vier: Shree Kusjmanda
- nacht vijf: Shree Skanda Mata
- nacht zes: Shree Katjani
- nacht zeven: Shree Kalaratri
- nacht acht: Shree Mahagauri
- nacht negen: Shree Siddhidatri

## Datum
Het Navaratri-festival wordt vijf keer per jaar gevierd:
- Vasanta Navaratri,
- Ashadha Navaratri,
- Sharada Navaratri,
- Paush / Magha Navaratri.

Het Navratri-feest begint op de eerste dag (pratipada) van de heldere veertien dagen van de hindoemaanmaand van Ashwin. Het feest wordt negen nachten per jaar gevierd in het begin van oktober.